# Otto Wilhelm von Struve
Otto Wilhelm von Struve (Dorpat, Estônia, 7 de maio de 1819 — Karlsruhe, 16 de abril de 1905) foi um astrônomo russo de origem alemã. Junto com seu pai, Friedrich Georg Wilhelm von Struve, Otto Wilhelm von Struve é considerado um astrônomo proeminente do século XIX que chefiou o Observatório de Pulkovo entre 1862 e 1889 e foi um dos principais membros da Academia Russa de Ciências.

## Primeiros anos
Struve nasceu em 1819 em Dorpat (Tartu), então Império Russo, como o terceiro filho de dezoito filhos e filhas de Friedrich Georg Wilhelm von Struve e Emilie Wall (1796-1834). Ele se formou no ginásio Dorpat aos 15 anos e era um ano muito jovem para as regras da universidade. Ainda assim, ele foi admitido na Universidade Imperial de Dorpat como ouvinte e completou o programa aos 20 anos de idade. Enquanto estudava, ele estava ajudando seu pai no Observatório Dorpat. Em 1839, ele se formou na universidade e mudou-se para o recém-inaugurado Observatório de Pulkovo, onde foi imediatamente nomeado assistente do diretor (seu pai). Por suas observações iniciais, ele recebeu o grau de Mestre em Astronomia pela Universidade de São Petersburgo em 1841. Em 1842, ele visitou Lipetsk para observações do eclipse solar e em 1843 defendeu seu doutorado. Em 1843, Otto tornou-se formalmente súdito russo.

## Trabalho científico

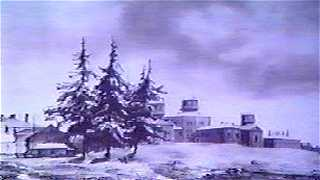
Observatório Pulkovo em 1839

Durante 1843 e 1844, Struve participou de medições de longitude entre Altona, Greenwich e Pulkovo, que foram baseadas em grandes deslocamentos de cronômetros sobre a superfície da Terra. Esse método recém-desenvolvido foi adotado na Rússia e, a partir de 1844, a longitude foi medida a partir não do Observatório de Tartu, mas do Observatório de Pulkovo. Muito do Struve de 1844 se dedicou a estudar o sol. Ele deduziu as coordenadas do ápice e a velocidade linear como 7,3 km/s. Embora fosse significativamente menor do que o valor correto de 19,5 km/s medido em 1901, o resultado de Struve estava correto, pois a velocidade do Sol era menor do que a das estrelas.
Em 1865, ele descobriu NGC 8, uma estrela dupla na constelação de Pégaso. Isso ocorreu apenas 2 dias depois que ele descobriu a galáxia espiral NGC 9 na constelação de Andrômeda. Struve explorou a constelação de Cassiopeia, encontrando estrelas duplas. Ele os rotulou com suas iniciais no alfabeto grego, OΣ.
Struve continuou o trabalho de seu pai em várias direções. Em particular, eles compilaram os famosos catálogos de Pulkovo de coordenadas estelares, incluindo vários milhares de estrelas duplas observadas com um refrator de 15 polegadas. Entre 1816 e 1852, o observatório completou as famosas medições de triangulação de levantamento do arco angular (denominado Arco Geodésico de Struve). As medições se estenderam por mais de 2 820 km, de Hammerfest na Noruega até a vila Staraya Nekrasovka no Mar Negro, e visaram estabelecer o tamanho e formato exatos da Terra. Em 1851, ao observar um eclipse solar, ele concluiu que a coroa solar e as protuberâncias estão fisicamente conectadas ao Sol, em vez de serem simplesmente um efeito óptico, como acreditava a maioria dos astrônomos. Mais tarde, em 1860, ele sugeriu uma conexão estreita entre protuberâncias solares e chamas. Struve também observou os satélites de Urano (Ariel e Umbriel, em 1851) e de Netuno. Ele também mediu os anéis de Saturno e descobriu (em paralelo com outros pesquisadores) o escuro anel interno de Saturno. Em 1861, em seu relatório para a Academia de Ciências, ele apoiou e desenvolveu as ideias de William Herschelque as estrelas são formadas a partir da matéria difusa. Em 1872, Struve organizou assistência com equipamentos para o observatório recém-inaugurado em Tashkent - um local ao sul oferecendo céu limpo para observações. Em 1874, ele preparou várias expedições para monitorar o trânsito de Vênus através do disco solar no leste da Ásia, Cáucaso, Pérsia e Egito. Em 1887, ele enviou vários grupos dentro da Rússia para observar o eclipse solar. Em algumas dessas expedições, ele participou pessoalmente. Em 1885, um telescópio refrator de 30 polegadas foi instalado em Pulkovo, na época o maior do mundo (veja o grande refrator).

## Administração

Retrato de 1886 de Struve por Ivan Kramskoi.

Por volta de 1845, o pai de von Struve retirou-se da maioria das atividades de gerenciamento no Observatório Pulkovo e se concentrou na pesquisa individual. A partir de então, a maior parte das tarefas administrativas recaiu sobre von Struve, especialmente em 1858, quando seu pai estava gravemente doente. Com a aposentadoria do pai em 1862, Otto tornou-se oficialmente diretor e manteve o cargo por 27 anos até 1889. Em meados da década de 1860, a saúde do filho também piorou, a tal ponto que nem ele nem o médico esperavam a recuperação. No entanto, em vez de se aposentar, von Struve passou um inverno inteiro de licença na Itália e conseguiu restaurar sua saúde.
Struve permaneceu uma autoridade máxima na Academia Russa e seus pedidos, por exemplo, relativos a nomeações de funcionários sempre foram atendidos. A primeira recusa, em 1887, decepcionou Struve tanto que ele pediu a renúncia e só foi impedido pelo czar Alexandre III, que pediu a Struve que mantivesse seus cargos até o 50º aniversário do Observatório de Pulkovo em 1889.
Na maior parte desses anos, a língua de trabalho do Observatório de Pulkovo era o alemão, já que a maioria dos membros da equipe era estrangeira. Struve tinha apenas um comando limitado do russo, mas o usava sempre que possível.

## Vida pessoal e anos tardios

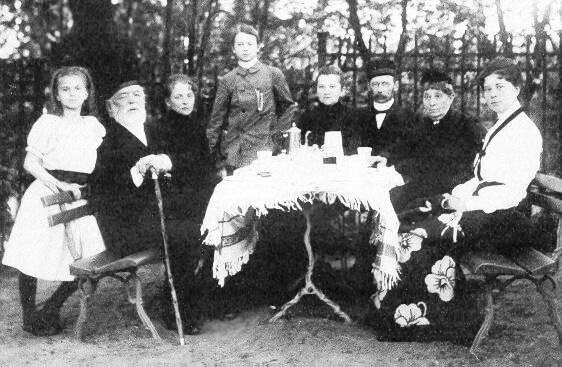
Struve (segundo à esquerda) com sua família. Hermann von Struve é o terceiro da direita

Struve foi casado duas vezes. Sua primeira esposa era filha dos emigrantes alemães Emilie Dyrssen (1823-1868). Eles tiveram quatro filhos e duas filhas que atingiram a idade madura. Alguns anos após sua morte, Struve se casou com Emma Jankowsky (1839–1902) e teve outra filha com ela. Dois de seus filhos mais novos, Hermann Struve e Ludwig Struve, continuou as tradições da família Struve e se tornaram astrônomos ilustres. Dos filhos mais velhos, um servia no Ministério das Finanças e outro era geólogo. Após a aposentadoria em 1889, Otto Wilhelm Struve permaneceu principalmente em São Petersburgo, resumindo suas observações e mantendo correspondência com colegas. Ele ocasionalmente visitava a Suíça e a Itália. Durante sua viagem à Alemanha em 1895, ele adoeceu a ponto de abandonar qualquer outra viagem. Ele ficou na Alemanha e morreu em 1905 em Karlsruhe.